# خواكيم كايزر
خواكيم كايزر (بالألمانية: Joachim Kaiser)‏ (و. 1928 – 2017 م) هو صحفي، وعالم موسيقى، وناقد أدبي، وأستاذ جامعي، وكاتب ألماني، شارك في جائزة إنجبورج باخمان  1979 ‏، وجائزة إنجبورج باخمان 1980 ‏، وIngeborg Bachmann Award 1985 ‏، توفي في ميونخ، عن عمر يناهز 89 عاماً.

## التعليم
تعلم في جامعة توبنغن، وتعلم في جامعة غوتينغن، وتعلم في جامعة غوته في فرانكفورت
.

## جوائز
حصل على جوائز منها:
- Julius Campe award  [لغات أخرى]‏ (2004)
- Hildegard von Bingen Prize for Journalism [الإنجليزية]‏ (2001)
- نيشان استحقاق صليب الضباط لجمهورية ألمانيا الاتحادية (1993)
- جائزة لودفيج بورنه [الإنجليزية]‏ (1993)
- جائزة يوهان هاينريش ميرك [الإنجليزية]‏ (1970)
- جائزة ثيودور وولف [الإنجليزية]‏ (1966)

## وصلات خارجية
- خواكيم كايزر على موقع IMDb (الإنجليزية)
- خواكيم كايزر على موقع مونزينجر (الألمانية)
- خواكيم كايزر على موقع ميوزك برينز (الإنجليزية)
- خواكيم كايزر على موقع ديسكوغز (الإنجليزية)
- خواكيم كايزر على موقع كينوبويسك (الروسية)
- خواكيم كايزر في قاعدة بيانات الأفلام على الإنترنت